# はいじぃ
はいじぃ（1975年〈昭和50年〉8月26日 - ）は、吉本興業東京本社（東京吉本）所属の日本のピン芸人、YouTuber。本名は蓜島 朋岳（はいじま ともたけ）。あごをなでると幸運が舞い込むという伝説あり。

## 来歴
2011年
- イベントで作っているアニメを集めたDVD『はいじぃ☆迷作劇場(1)』をリリース。

2012年
- 書籍『シニアを笑わせる49のネタ』（黎明書房）にて挿絵を担当。

2014年
- 7月14日に自身のブログで結婚を発表。同年10月23日に第1子となる女児が誕生。

2017年
- PV『YouTubeのヤバいコメントの歌2017』公開。

## 人物
- 中学時代はサッカーで町田市選抜。
- NSC時代の相方は、髭男爵の山田ルイ53世[4]。
- 元キュートンメンバー。「キュートン」というユニットタイトルの名付け親でもある。
- パソコンを駆使したイラストが上手で、トータルテンボスがMCをしていた「ワイ!ワイ!ワイ!」の観覧ステッカーのイラストを描いた。
- 神保町花月が出来る以前は、小劇団への客演も頻繁にこなしていた。
- 作家活動も精力的に行っており、吉本興業のライブの構成や、吉本芸人のネタ作りなどを相当数こなしている。2000年ごろ、放送作家への転向を吉本に打診されたが、断っている。
- 女優の市川由衣がメディアで好みのタイプを聞かれる際に、はいじぃの名前を出すことが多い。昔、追っかけをしていたことも明かしている。
- ネタを審査される場が嫌い（補足・順位等を付けられるのが好きではない）で、駆け出しの頃に爆笑オンエアバトルへの出演チャンスを辞退している。他、吉本興業のピラミッドシステムであるAGE AGE LIVEへの出演辞退、R-1ぐらんぷりへの出場も辞退している。しかしR-1ぐらんぷりの2010では出場し、準決勝まで進出した。
- 2009年よりPCで描いた映像をスクリーンに映しながらおもしろいネタを進行していくスタイルに転向。
- SMA NEET Project所属のAMEMIYAにギター一本で自作の歌ネタを披露するというスタイルでいくように助言した。
- YouTuberとしても活動しており、2021年5月現在、メインチャンネルの登録者が約91万人、サブチャンネルの登録者が約6.8万人である。

## 出演

### テレビ
- 〜本人発信バラエティ〜 てっぺん! 月曜日（ヨシモトファンダンゴTV）
- エンタの神様（日本テレビ系列、2005年4月23日）- キャッチコピーは「未来型マリオネット」
- ぶちぬき（テレビ東京系列）
- Dream Factory（キッズステーション）
- キャナガワ（tvk）
- ヨシモト∞（ヨシモトファンダンゴTV） ※毎週月、金曜日レギュラー
- サカスさん（TBS系列）
- 億万笑者!〜S-1バトルへの道〜（日本テレビ系列）
- あらびき団（TBS系列）
- エンタの天使（日本テレビ系列、2010年2月17日）- キャッチコピーは「お笑い妖怪博士」
- ウラ飯や!（テレビ朝日系列）
- 加藤浩次のちゃっかりバズってます!!（フジテレビ系列）

### 映画
- 乙女哀恋歌〜腐女子の想い〜（2009年）
- the plastic model（2009年）- 主演

### ドラマ
- ラスト・プレゼント （2005年6月11日、テレビ朝日系列）

### 舞台
- 第17ホモ収容所（2005年）- レイジ役
- メイド喫茶の神様（2007年4月13日 - 15日、楽屋プロジェクト、於：シアターVアカサカ）

### イベント
- 2200っていいとも!クリスマス特大号 サンタクロースはオリーブオイラーSP（2019年12月21日、クリーク・アンド・リバー社 本社5F ラウンジスペース）

### DVD
- ペナルティ単独ライブ2003
- ペナルティ単独ライブ2004
- ペナルティ単独ライブ2005
- 月刊DVDよしもと本物流 Vol.6 2005.12月号青版
- ペナルティ単独ライブ2006
- はりけ〜んず前田単独コントライブ『登風』
- 『はいじぃ☆迷作劇場(1)』2011年9月10日
- 『はいじぃ☆迷作劇場(2)』2011年10月29日
- 『猫ズキンくん』2011年12月18日
- 『はいじぃ☆迷作劇場(3)』2012年2月26日
- 『はいじぃ☆迷作劇場(4)』2012年6月9日

### 著書
- 『シニアを笑わせる49のネタ』2012年9月25日発売

### 受賞歴
- 2009年 子供-1グランプリ2009 優勝
- 2013年 YouTubeエンタメウィーク フィナーレ!銀賞受賞

### 単独ライブ
2004年
- 8月12日 - 単独ライブ「キビット」、千本桜ホール

2005年
- 3月2日 - 単独ライブ「ケーキ食べ放題」、プーク人形劇場

2009年
- 5月10日 - 「グラインドハウス ピン単独〜はいじぃ&永井佑一郎&ピクニック&シューレスジョー〜」
- 12月23日 - 「グラインドハウス ピン単独〜はいじぃ&永井佑一郎&ピクニック&シューレスジョー〜」

2010年
- 4月28日 - 「グラインドハウス ピン単独〜はいじぃ&永井佑一郎&ピクニック&シューレスジョー〜」

### ソロイベント
2008年
- 5月12日 - 「第1回オフ会」、新宿バイタス
- 6月9日 - 「第2回オフ会」、新宿バイタス
- 8月19日 - 「第3回オフ会」、新宿バイタス
- 10月1日 - 「第1回グダグダモンハン集会」、新宿バイタス
- 10月1日 - 「第4回オフ会」、新宿バイタス
- 12月9日 - 「第5回オフ会」、新宿バイタス

2009年
- 1月30日 - 「第6回オフ会」、新宿バイタス
- 7月26日 - 「第1回勝手すぎる発表会」、新宿ネイキッドロフト
- 9月22日 - 「第2回勝手すぎる発表会」、新宿ネイキッドロフト
- 10月25日 - 「第3回勝手すぎる発表会」、新宿ネイキッドロフト
- 12月6日 - 「勝手すぎる忘年会」、新宿ネイキッドロフト

2010年
- 2月7日 - 「遅すぎる新年会」、新宿ネイキッドロフト
- 3月20日 - 「第6回勝手すぎる発表会」、新宿ネイキッドロフト
- 5月8日 - 「第7回勝手すぎる発表会」、新宿ネイキッドロフト
- 7月4日 - 「第8回勝手すぎる発表会」、新宿ネイキッドロフト
- 9月4日 - 「第9回勝手すぎる発表会」、新宿ネイキッドロフト
- 11月6日 - 「第10回勝手すぎる発表会」、新宿ネイキッドロフト
- 12月11日 - 「第11回勝手すぎる発表会」、新宿ネイキッドロフト

2011年
- 1月29日 - 「第12回勝手すぎる発表会」、新宿ネイキッドロフト
- 2月20日 - 「第13回勝手すぎる発表会」、新宿ネイキッドロフト
- 4月2日 - 「第14回勝手すぎる発表会」、新宿ネイキッドロフト
- 5月28日 - 「第15回勝手すぎる発表会」、新宿ネイキッドロフト
- 7月9日 - 「第16回勝手すぎる発表会」、新宿ネイキッドロフト
- 9月10日 - 「第17回勝手すぎる発表会」、新宿ネイキッドロフト
- 9月14日 - 「第1回ほっこり劇場」、新宿V-1スタジオ
- 9月18日 - 「第17回勝手すぎる発表会・追加公演」、新宿ネイキッドロフト
- 10月9日 - 「第2回ほっこり劇場」、新宿劇場バイタス
- 10月9日 - 「第3回ほっこり劇場」、新宿劇場バイタス
- 11月12日 - 「第18回勝手すぎる発表会」、新宿ネイキッドロフト